# Ōu-bjergene
Ōu-bjergene (Japansk: Ōu-sanmyaku) er en bjergkæde i Tōhoku-regionen på øen Honshū i Japan. Bjergene danner den længste kæde i Japan, for den strækker sig 500 km fra Natsudomari-halvøen i Aomori-præfekturet mod syd til Nasu vulkanerne ved Kantō regionens nordlige grænse. Bjergkæden er ganske vist lang, men den kun ca. 35 km bred. Det højeste punkt i kæden er Iwate på 2.038 m.
Bjergkæden omfatter mange velkendte bjerge: Hakkōda bjerggruppen samt Iwate, Zao, Azuma og Adatara bjergene.

## Geologi
Ōu-bjergene opstod i pliocæn. De hviler på den midterste del af den Nordøstlige japanske bues inderste bue. Det er resultatet af, at Stillehavspladen bliver ført ind under den Nordamerikanske Plade. En kæde af vulkaner fra kvartærtiden danner kædens vulkanske front.